# Shawnee megye
Shawnee megye az Amerikai Egyesült Államokban, azon belül Kansas államban található. Megyeszékhelye és legnagyobb városa Topeka. Lakosainak száma 178 909 fő (2020. április 1.). Shawnee megye Jackson, Osage, Jefferson, Douglas, Pottawatomie és Wabaunsee megyékkel határos.

## Népesség
A megye népességének változása:
| Lakosok száma | 178 279 | 178 936 | 179 060 | 178 831 | 178 725 | 178 909 |
|               | 2010    | 2011    | 2012    | 2013    | 2015    | 2020    |